# Insurrektion
Eine Insurrektion, auch Insurrektionskrieg, (von lateinisch insurgere „sich erheben“, englisch insurgency) ist ein bewaffneter Aufstand oder ein Aufruhr gegen die bestehende zivile oder politische Autorität. Die Aufrührer und Anführer einer solchen Insurrektion nennt man Insurgenten. Sie führen einen offenen, oft auch im Geheimen begonnenen oder asymmetrischen Kampf gegen die als illegitim betrachtete Autorität oder eine vermeintliche oder tatsächliche fremde Besatzungsmacht.

## Taktiken und Strategien
Taktiken und Strategien der Insurgenten sind ähnlich vielfältig wie ihre Wahl der Angriffsziele. Überraschungsangriffe gehören hierbei zu den meistgewählten Maßnahmen. Zusätzlich machen Insurgenten oftmals gemeinsame Sache mit Gesetzlosen und Doppelagenten, um ihre Ziele zu erreichen. Manche Aufständischen werden auch von dem Staate feindlichen oder rivalisierenden Regierungen unterstützt.
Insurgenten bedienen sich häufig gewalttätiger Mittel wie Bombenanschlägen, Menschenraub, Geiselnahmen, Entführungen und Schießereien, um dem Staat zu schaden – manchmal ohne besondere Rücksicht auf zivile Opfer. Andere Insurgenten beschränken sich bei ihren Angriffen auf militärische Einrichtungen und vermeiden bewusst Kollateralschäden. Unter den Bedingungen einer bestehenden und von den Insurgenten bekämpften Macht kommen bei der Vorbereitung und auch zum Teil der Durchführung solcher Aktionen unterschiedliche Mittel und Werkzeuge, zu denen sowohl kommunikative, ideologische, konspirative, militärische aber auch nicht selten politisch-demokratische Elemente gehören, zum Einsatz. Oftmals offenbaren Insurgenten-Gruppen nicht ihre Identität oder die ihrer Anführer. Normalerweise wird eine besonders kultsymbolcharakterträchtige Einzelperson der Bewegung zu ihrem Anführer. Insurgenten verwenden eine Vielzahl asymmetrischer Kriegsstrategien, da ihre militärischen Möglichkeiten denen der Staatsmacht üblicherweise unterlegen sind. Insurgenten greifen häufig mit Selbstladern und Panzerabwehrhandwaffen militärische und bevorzugterweise ungepanzerte Ziele aus dem Hinterhalt an. Verkehrsreiches und dicht besiedeltes Gelände bietet den Insurgenten Schutz und Versteckmöglichkeiten und stellt für einen Hinterhalt einen taktischen Vorteil dar. Derartige Angriffe werden normalerweise abgebrochen, bevor das anvisierte Ziel Unterstützung oder Verstärkung herbeirufen kann.

## Gegenmaßnahmen
Die Bekämpfung von Aufständischen durch reguläres Militär bildet einen eigenen Zweig in der Militärtheorie. Man spricht heute von asymmetrischer Kriegführung, im Englischen auch von counterinsurgency. Viele Armeen haben Spezialeinheiten, die auf diese Art des Kampfes spezialisiert sind. Weil sich die Maßnahmen auf die Abwehr einer Gefahr aus Teilen der eigenen Bevölkerung richten, vermischen sich häufig die Aufgaben von Polizei, Inlandsgeheimdiensten und Militär.

## Kontroversen
Es gibt zahlreiche Beispiele, in denen politisch instabile Länder, Militärdiktaturen oder autoritär geführte Staaten die Existenz einer relativ kleinen bewaffneten Widerstandsgruppe zum Anlass genommen haben, sämtliche friedlichen Oppositionellen mit den Mitteln der asymmetrischen Kriegsführung zu bekämpfen. Eines der bekanntesten Beispiele für den missbräuchlichen Einsatz einer Counterinsurgency-Strategie ist die Zeit der argentinischen Militärdiktatur, während der etwa 30.000 Menschen spurlos verschwanden, überwiegend linke und liberale Oppositionelle. Als Bezeichnung für eine derartige Vorgehensweise hat sich der Begriff Schmutziger Krieg etabliert. Es gibt auch Beispiele, in denen eine Insurrektion vom Staat selbst heimlich unterstützt oder initiiert wurde, um einen Vorwand für ein gewaltsames Eingreifen gegen beliebige politische Gegner zu erhalten.